# Micranthes gormanii
Micranthes gormanii är en stenbräckeväxtart som först beskrevs av Wilhelm Nikolaus Suksdorf, och fick sitt nu gällande namn av Luc Brouillet och Gornall. Micranthes gormanii ingår i släktet rosettbräckor, och familjen stenbräckeväxter. Inga underarter finns listade i Catalogue of Life.